# Kevin McCarthy (politico)
Kevin Owen McCarthy (Bakersfield, 26 gennaio 1965) è un politico statunitense, Speaker della Camera dei Rappresentanti degli Stati Uniti d'America dal 7 gennaio al 3 ottobre 2023 e membro della Camera dei Rappresentanti per lo stato della California dal 2007 al 2024.
Membro del Partito Repubblicano, è stato leader della maggioranza della Camera dal 2014 al 2019. McCarthy ha prestato un totale di otto mandati alla Camera, come rappresentante degli Stati Uniti per il 22º distretto congressuale della California dal 2007 al 2013 e per il 23º distretto dal 2013.
McCarthy è stato uno strenuo difensore dell'ex presidente Donald Trump. Dopo che Joe Biden ha vinto le elezioni presidenziali del 2020, McCarthy ha sostenuto la posizione di Trump negando la vittoria di Biden e partecipando agli sforzi per ribaltare i risultati. In seguito ha condannato l'attacco al Campidoglio degli Stati Uniti il 6 gennaio.

## Biografia
McCarthy è nato nel 1965 a Bakersfield, in California, figlio di Roberta Darlene (nata Palladino), casalinga, e Owen McCarthy, assistente capo dei vigili del fuoco della città. McCarthy è un residente di quarta generazione della contea di Kern. Suo nonno materno era un immigrato italiano e suo nonno paterno era irlandese. McCarthy è il primo repubblicano nella sua famiglia, poiché i suoi genitori erano membri del Partito Democratico. Ha frequentato la California State University, Bakersfield, dove si è laureato in marketing nel 1989 e ha ottenuto un Master in Business Administration nel 1994.

## Carriera politica
Dopo gli studi McCarthy aderì al Partito Repubblicano, nel 1995 ha presieduto i California Young Republicans, dal 1999 al 2001 ha presieduto la Federazione Nazionale Giovani Repubblicani. McCarthy ha vinto la sua prima elezione nel 2000, come amministratore del Kern Community College District. Nel 2002 è stato eletto all'Assemblea dello Stato della California ed è stato eletto alla Camera dei rappresentanti degli Stati Uniti nel 2006.
Nel 2010 McCarthy divenne House Majority Whip, ovvero il vice del leader di maggioranza alla Camera, allora Eric Cantor. Nel 2014 Cantor fu sconfitto nelle primarie repubblicane per le elezioni congressuali e annunciò le dimissioni da leader di maggioranza prima della scadenza del mandato; McCarthy ottenne i consensi dei colleghi repubblicani che lo elessero come loro leader per succedere al dimissionario Cantor.
All'elezione dello Speaker della Camera del 2023 è stato il candidato ufficiale del Partito Repubblicano. A causa della defezione di alcuni deputati repubblicani (che reputano McCarthy inadatto alla carica in quanto non abbastanza conservatore), nessun candidato ha ottenuto la maggioranza assoluta dei voti nei primi quattordici scrutini. Si é trattata della prima volta dal 1923 in cui lo Speaker non è stato eletto al primo scrutinio, nonché della prima volta dal 1859 in cui sono stati richiesti più di nove scrutini. McCarthy è stato infine eletto il 7 gennaio, al quindicesimo scrutinio. I repubblicani ribelli si sono convinti a supportarlo solo dopo che egli aveva acconsentito a diverse loro richieste. In particolar modo, McCarthy ha accettato di nominare i membri più conservatori ad importanti commissioni e di far approvare una modifica al regolamento che riducesse i poteri dello Speaker.
Il 2 ottobre 2023 il rappresentante Matt Gaetz ha presentato una mozione di sfiducia nei confronti di McCarthy; Gaetz contesta allo Speaker di aver posto ai voti una legge finanziaria sprovvisto dei tagli alla spesa pubblica richiesti da Gaetz e altri Repubblicani conservatori (tale legge è stata approvata col sostegno dei Democratici e dei Repubblicani moderati). La Camera ha approvato la mozione il giorno successivo con 216 voti favorevoli e 210 contrari, rimuovendo quindi McCarthy dalla carica di Speaker della Camera: hanno votato a favore, oltre a tutti i rappresentanti democratici presenti durante la votazione, anche 8 rappresentanti repubblicani (Gaetz, Andy Biggs, Ken Buck, Tim Burchett, Eli Crane, Bob Good, Nancy Mace e Matt Rosendale). Questo evento ha rappresentato un qualcosa di inedito per la politica americana, in quanto è stata la prima volta nella storia degli Stati Uniti che la Camera dei Rappresentanti ha rimosso dall'incarico il proprio Speaker.
Nel dicembre 2023 ha annunciato le sue dimissioni (divenute effettive il 1º gennaio 2024) da Membro della Camera dei rappresentanti, decidendo anche di non ricandidarsi alle elezioni suppletive per il senato del 2024.

## Posizioni politiche

### Ambiente
Kevin McCarthy ha posizioni scettiche sul clima. Nel 2014 è stato uno dei principali oppositori del Clean Power Plan per ridurre le emissioni di gas serra delle centrali a carbone. Si è opposto alle norme sulla fuoriuscita di metano dagli impianti di trivellazione per i combustibili fossili definendole "burocratiche e inutili".
Nel 2015, durante l'accordo sul clima di Parigi, Kevin McCarthy si è opposto alla partecipazione degli Stati Uniti agli sforzi globali per combattere il cambiamento climatico. Nel 2011 è stato l'autore principale del Wilderness and Roadless Area Release Act, una legge che avrebbe rimosso lo status di protezione da 60 milioni di acri di terreno pubblico.

### Politica estera
Kevin McCarthy ha ricevuto donazioni da lobbisti sauditi per finanziare le sue campagne elettorali. Nel giugno 2016, in un incontro con funzionari eletti repubblicani, ha affermato che Donald Trump è "pagato da Vladimir Putin".
Nel 2019 ha espresso il suo sostegno alle proteste di Hong Kong contro il governo cinese. Il 3 gennaio 2020 ha applaudito l'assassinio del generale iraniano Qasem Soleimani. Si esprime a favore dell'annessione della Cisgiordania da parte di Israele. Nel 2020 ha firmato una lettera al primo ministro israeliano Benyamin Netanyahu per ribadire "l'alleanza indissolubile tra Stati Uniti e Israele".

### Problemi sociali
Ha esercitato pressioni per l'abrogazione del Patient Protection and Affordable Care Act, soprannominato Obamacare.
In particolare, sta combattendo l'amministrazione Biden sulla legge "Build Back Better". La legge, con un budget di 1.700 miliardi di dollari, prevede l'asilo per tutti i bambini di 3 e 4 anni, una migliore copertura sanitaria e investimenti significativi per ridurre le emissioni di gas serra. Kevin McCarthy definisce il disegno di legge una "truffa di spesa socialista". Nel novembre 2021, il giorno del voto alla Camera dei Rappresentanti degli Stati Uniti, Kevin McCarthy parlò per quasi 8,5 ore per impedire il voto. Ha stabilito un nuovo record per il discorso più lungo alla Camera dei Rappresentanti degli Stati Uniti. Il disegno di legge viene approvato dalla Camera dopo il discorso di Kevin McCarthy.